# Oleksij Petrowytsch Poroschenko

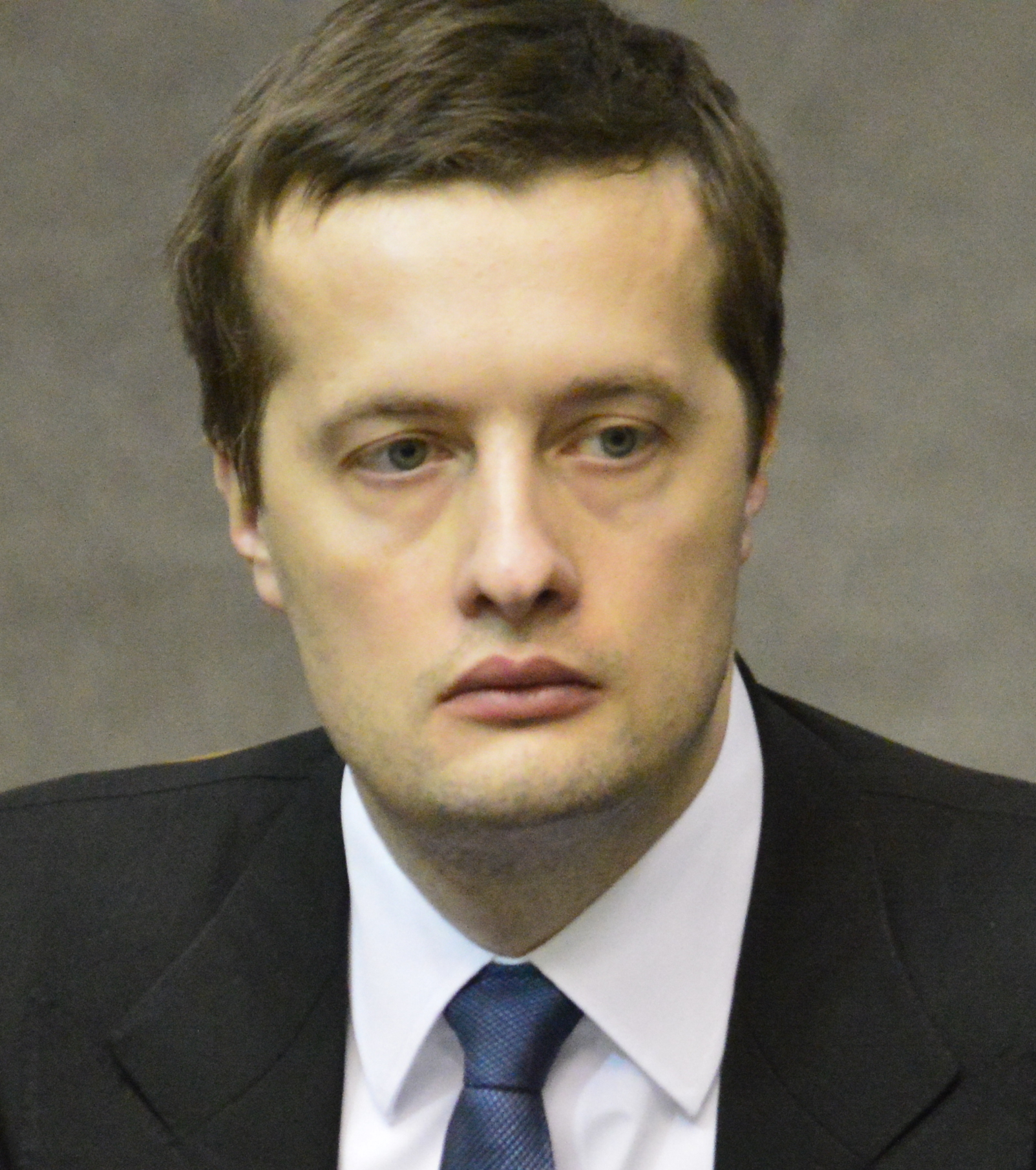
Oleksij Petrowytsch Poroschenko (2018)

Oleksij Petrowytsch Poroschenko (* 6. März 1985 in Kiew) ist ein ukrainischer Politiker der Partei Block Petro Poroschenko.

## Lebenslauf
Oleksij Petrowytsch Poroschenko ist der älteste Sohn des ehemaligen ukrainischen Präsidenten Petro Poroschenko und dessen Ehefrau Maryna Poroschenko sowie Enkel des Unternehmers Oleksij Poroschenko (1936–2020).
Er besuchte das Eton College in der englischen Grafschaft Berkshire, studierte bis 2008 am Institut für Internationale Beziehungen der Universität Kiew (Fachgebiet „International Business“), an der London School of Economics and Political Science sowie am Insead in Fontainebleau. Anschließend war er ein Jahr im Unternehmen seines Vaters tätig und daraufhin im diplomatischen Dienst der Ukraine im Ausland aktiv.
Zudem war er Abgeordneter bis 2014 im Oblastparlament der Oblast Winnyzja und als Freiwilliger im Ukrainekrieg Kommandant einer Artillerie-Abteilung in Kramatorsk.
2014 wurde er Mitglied der neu gegründeten Partei Block Petro Poroschenko seines Vaters und kandidierte bei der Parlamentswahl in der Ukraine 2014 für einen Sitz im ukrainischen Parlament. Am 27. November 2014 zog er über ein Direktmandat im Distrikt 12 aus der Oblast Winnyzja mit 64,04 % der Stimmen als Abgeordneter in die Werchowna Rada ein. Bei der Parlamentswahl in der Ukraine 2019 trat er nicht an.
Poroschenko ist Reserve-Leutnant des ukrainischen Heeres. Die Ukraine verließen er und sein Bruder bereits vor der russischen Invasion in Richtung London, ohne dass er aber der Einberufung folgte und zurückkehrte. Als Kriegsdienstflüchtiger wurde er im Januar 2025 mit einer Geldstrafe belegt. Die Anwälte seines Vaters berufen sich darauf, dass Poroschenko jun. durch seine Berufstätigkeit in Großbritannien von der Dienstpflicht befreit sei. Das Verfahren gegen ihn sei politisch motiviert.

## Familie
Oleksij Poroschenko ist seit dem 7. September 2013 mit Julija Alichanowa, einer Managerin der Unternehmens- und Strategieberatung McKinsey & Company, verheiratet. Am 6. Juni 2014 wurden sie Eltern eines Sohnes.